# Rue des Augustins (Liège)
Pour les articles homonymes, voir Rue des Augustins.
La rue des Augustins est une rue de Liège (Belgique). Elle relie le boulevard d'Avroy à la rue Louvrex où se trouvait le couvent des Augustins.

## Situation et accès
Cette rue rectiligne mesure environ 270 m. La circulation automobile y est à sens unique du boulevard d'Avroy à la rue Louvrex.

### Voies adjacentes
- Boulevard d'Avroy
- Rue Beeckman
- Rue Louvrex

## Origine du nom
La rue doit son nom au couvent des Augustins qui s'y trouvait. Ce couvent était situé face au rivage de l'église Saint-Jacques-le-Mineur. Il fut achevé en 1506 et supprimé en 1796 à la suite de la Révolution française. Depuis sa vente en 2003, le bâtiment abrite une société immobilière, une clinique ophtalmologique, des bureaux et des appartements.

## Historique
Le 29 mai 2018 deux policières et le passager d'une voiture sont tués par un terroriste en face du café Les Augustins situé à l'angle de la rue des Augustins et du boulevard d'Avroy.

## Bâtiments remarquables et lieux de mémoire
- La Maison Comblen est l'une des plus belles réalisations de style art nouveau à Liège[2]. Elle est située au n°33.